# Кондратьев, Григорий Иванович
Григо́рий Ива́нович Кондра́тьев (21 января 1912, д. Вторая Лесная, Помарская волость, Чебоксарский уезд, Казанская губерния, Российская империя — 14 апреля 1993, Йошкар-Ола, Республика Марий Эл, Россия) — советский государственный и партийный деятель.

## Биография
Родился 21 января 1912 в деревне Вторая Лесная (ныне деревня Исменцы Звениговский район Республики Марий Эл), в семье крестьян.
В 1930 году окончил курсы при Горномарийском педагогическом техникуме, работал учителем и директором школы, потом до 1935 года — инструктор исполнительного комитета районного совета, затем комсомольский работник.
С 1937 года является членом ВКП(б), был инструктором и начальником отдела областного Комитета ВКП(б), в 1943—1945 годах — 2-м секретарём Марийского областного комитета ВКП(б). С 1945 по сентябрь 1948 года был председателем Совета Народных Комиссаров/Совета Министров Марийской АССР, с сентября 1948 года по 4 октября 1951 года — 1-й секретарь Марийского областного комитета ВКП(б).
В 1951—1954 годах — слушатель Высшей партийной школы при ЦК ВКП(б) / КПСС, в 1954—1964 годах — председатель Совета Министров Марийской АССР.
Являлся депутатом Верховного Совета Марийской АССР второго — шестого созывов (с 1 апреля 1947 по 31 марта 1967 года). Делегат XX—XXII съездов КПСС (1956, 1959, 1961).
Депутат Верховного Совета СССР (1946—1954, 1962—1966, 3 созыва), Верховного Совета Марийской АССР (1947—1967, 4 созыва), Верховного Совета РСФСР (1955—1959).

## Награды
- Орден Ленина (1946, 1951)
- Орден «Знак Почёта» (1962)
- Медаль «За трудовую доблесть» (1959)
- Почётная грамота Президиума Верховного Совета Марийской АССР (1942, 1962)[1].